# NGC 6640
NGC 6640 é uma galáxia espiral (Sc) localizada na direcção da constelação de Lyra. Possui uma declinação de +34° 18' 09" e uma ascensão recta de 18 horas, 28 minutos e 08,1 segundos.
A galáxia NGC 6640 foi descoberta em 21 de Agosto de 1884 por Édouard Jean-Marie Stephan.